# Susicena
Susicena is een geslacht van vlinders van de familie slakrupsvlinders (Limacodidae).

## Soorten
- S. heringi (Clench, 1955)
- S. kamerunica (Clench, 1955)
- S. punctipes (Clench, 1955)
- S. pyrocausta (Hampson, 1910)
- S. seydeli (Clench, 1955)